# Samoana
Samoana es un género de gastrópodo de la familia Partulidae.

## Especies
Este género contiene las siguientes especies:
- Samoana abbreviata
- Samoana annectens
- Samoana attenuata
- Samoana bellula
- Samoana burchi
- Samoana conica
- Samoana cramptoni
- Samoana decussatula
- Samoana diaphana
- Samoana dryas
- Samoana fragilis
- Samoana ganymedes
- Samoana hamadryas
- † Samoana inflata
- † Samoana jackieburchi
- Samoana magdalinae
- Samoana margaritae
- Samoana meyeri
- Samoana oreas
- Samoana strigata
- Samoana thurstoni